# Gasherbrum IV

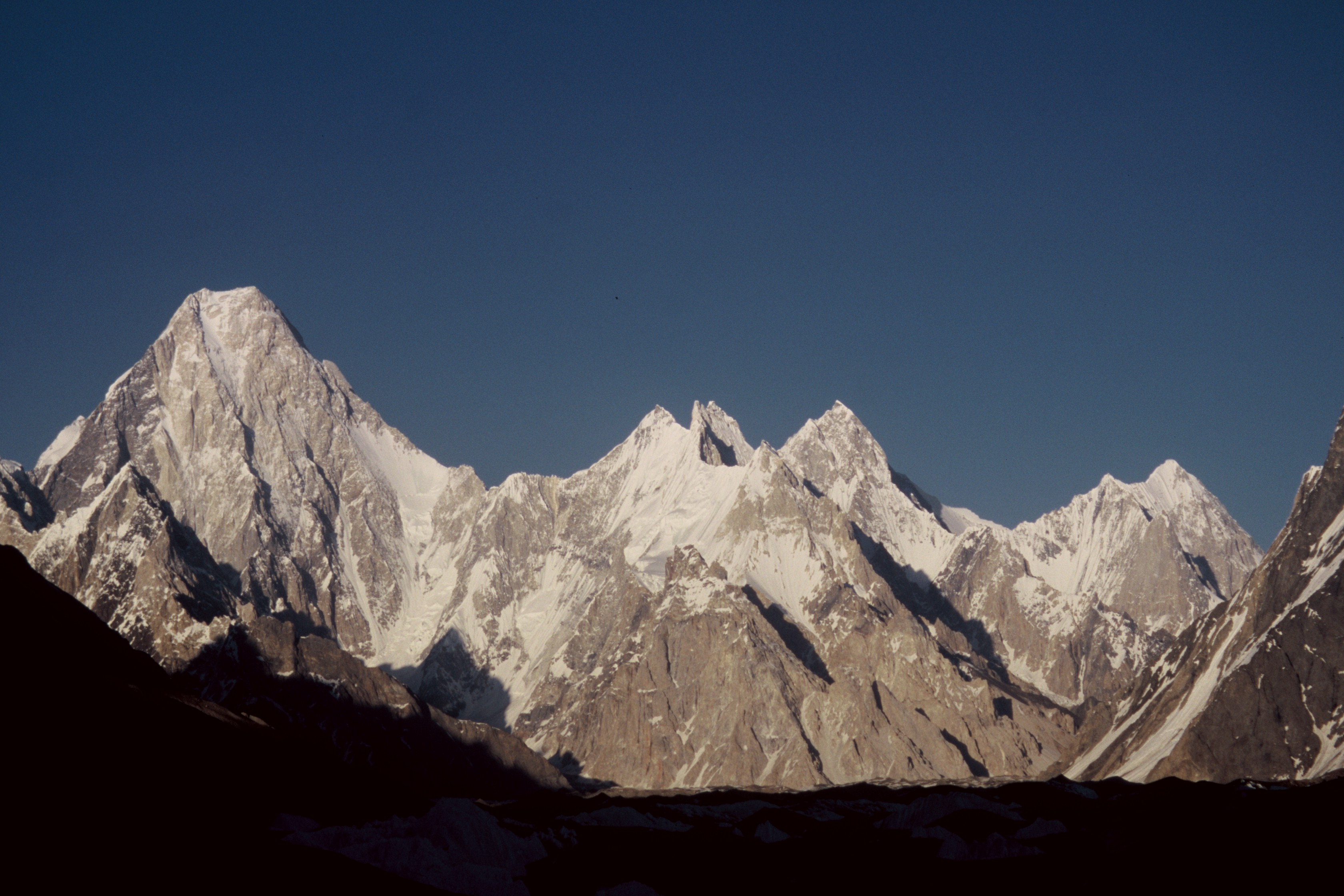
De izquierda a derecha: Gasherbrum IV, VII, V, VI

Gasherbrum IV o Moravi IV es el la decimoséptima montaña más alta de la tierra y uno de los picos en el macizo de los Gasherbrum, parte de las Baltoro Muztagh. 
Los Gasherbrums son un grupo de montañas que se encuentran en el noreste del glaciar Baltoro en la cordillera del Karakórum. El macizo contiene dos de los catorce ochomiles (Gasherbrum I y Gasherbrum II). Se ha dicho frecuentemente que Gasherbrum significa la "pared brillante" por su muy visible cara oeste, pero el nombre realmente proviene de "rgasha" (bonita) + "brum" (montaña) en Idioma Balti, es decir "montaña bonita".

## Ascensiones
- 1958 Primera ascensión de Walter Bonatti y Carlo Mauri por la arista noreste.
- 1985 Primera ascensión de la cara oeste de Robert Schauer y Wojciech Kurtyka. Sin embargo, el mal tiempo y el cansancio extremo hizo que alcanzaran sólo la antecima norte, no llegando a la punta sur, unos metros más alta que la primera, y la auténtica cumbre.
- 1986 Primera ascensión de la arista noroeste de Greg Child, Tim Macartney-Snape y Tom Hargis. Esta es la segunda ascensión del Gasherbrum IV.
- 1997 Segunda ascensión de la cara oeste por parte de un equipo coreano (utilizando una línea diferente).
- 1999 Segunda ascensión de la arista noroeste por un equipo de Corea del Sur[3]
- 2008 Tercera ascensión de la arista noroeste por un equipo español de cinco alpinistas, en estilo alpino.[4] Los cinco no alcanzaron la cumbre principal, sino una cumbre menor en la arista norte.[5]